# Колодный, Борис Николаевич
Борис Николаевич Колодный (2 мая 1920, Ярославка, Шполянский район, Черкасская область, УССР, СССР — ????) — советский писатель, редактор и сценарист.

## Биография
Родился 2 мая 1920 года в Ярославке в семье участника ВОВ Николая Колодного (1894—1944) и Евдокии Колодной, имел брата Анатолий Колодного, религиоведа и доктора философских наук, профессора. В 1937 году поступил в театральную студию при Киевском государственном русском драматическом театре имени Леси Украинки, который он окончил в 1940 году, одновременно с этим учился и в КиевГУ. В 1940-х годах начинает работать в области редакторской деятельности: с 1948 по 1952 год занимал должность редактора газеты Советское искусство, с 1953 по 1955 год — редактор газеты Советская культура, далее в 1960-х годах занимал должность главного редактора Министерства кинематографии УССР. Параллельно с редакторской деятельностью занимался также и сценарной деятельностью. Написал многочисленные сценарии к документальным и научно-популярным фильмам, а также один сценарий к художественному фильму Смена начинается в шесть, который был экранизирован в 1958 году. Дальнейшая судьба неизвестна.